# 玉水寨駅
玉水寨駅（ぎょくすいさいえき）は、中華人民共和国 雲南省麗江市玉竜ナシ族自治県に位置する麗江軌道交通麗江雪山観光鉄道(1号線)の未開業の駅である。

## 隣の駅
麗江軌道交通
■  雪山観光線(1号線)
白沙古鎮駅 - 玉水寨駅 - 東巴谷駅